# Лимец
Лимец (болг. Лимец) — село в Болгарии. Находится в Кырджалийской области, входит в общину Крумовград. Население составляет 78 человек.

## Политическая ситуация
Лимец подчиняется непосредственно общине и не имеет своего кмета.
Кмет (мэр) общины Крумовград — Себихан Керим Мехмед (Движение за права и свободы (ДПС)) по результатам выборов в правление общины.